# 涅マユリ
涅 マユリ（くろつち マユリ）は、久保帯人作の漫画作品およびそれを原作としたアニメ『BLEACH』に登場する架空の人物。アニメの声優は中尾隆聖。

## プロフィール
- 護廷十三隊所属、十二番隊隊長および技術開発局の二代目局長
- 身長：174cm
- 体重：54kg
- 誕生日：3月30日
- 好きな食べ物：サンマ
- 嫌いな食べ物：ネギ

## 人物
十二番隊隊長および技術開発局局長を兼任。普段は白い肌に面妖な黒い化粧をした異相で、髪型も異様（基本的に髪の色は青い模様）。筋肉や内臓は元より、歯から骨に到る細部まで自身の肉体を改造し、様々な武器や仕掛けを隠している（代表例として耳に内蔵された鎌）ことや、失った肉体を再生させる薬「補肉剤（ほじくざい）」を携帯しているため、人間離れしたような出立ちだが、化粧の下は普通の顔である（ただし耳と顎は特殊なパーツに改造されている）。右手中指の爪だけが不自然に長い。羽裏色は木賊色、羽織は袖のあるタイプ。一人称は「私」。
普段は隊長として普通に振舞っているが本性はマッドサイエンティストであり、研究や実験、中でも人体実験（『カラブリ+』では特技として挙げられるほど）を職としている。敵対者として戦う相手は敵というより実験材料として認識しており、一護達の中では当初、井上織姫の能力に強い興味を抱いていた。また、自身の興味の湧くこと以外には冷淡な反応を示している。一方で「完璧」という言葉を嫌い、「我々科学者にとって、"完璧"とは"絶望"だヨ」「今まで存在した何物よりも素晴しくあれ、だが、決して完璧である勿れ。科学者とは常にその二律背反に苦しみ続け、更にそこに快楽を見出す生物でなければならない」という独自の信念を持ち合わせている。
隊長に就任する前（200年前）から2661人もの滅却師を実験体として研究しており、現世の生き残りの滅却師の魂魄も監視役を手懐け、見殺しにすることで自らの手におさめていた。虚と戦っていた石田雨竜の祖父・宗弦もその方法で捕らえ、尸魂界でズタズタになるまで研究した。
『カラブリ+』でのステータス表示では鬼道・霊圧が100である他は低めで、戦闘能力は低いとの記述があるが、実際にはザエルアポロ・グランツやジゼル・ジュエル、ぺぺ・ワキャブラーダ、日番谷冬獅郎（ゾンビ時）といった強敵を相手に持ち前の技術力と洞察力を駆使して完勝しており、劇中（アニメオリジナルを除く）においては雨竜やペルニダ・パルンカジャスとの戦闘以外で負傷する場面がほとんどない。卍解『金色疋殺地蔵』の毒の配合を毎回変えたり、一度戦った相手に監視用の菌を感染させたり（石田との戦闘も例外ではない）と戦闘においては用心深く、用意周到な一面も持ち合わせており、万が一自らが精製した薬品を敵に使用されることがあっても、自身の身体には自らが製作した全ての薬物に耐性を持たせている。また、将来起こりえる事態にも常に想定し警戒しているようで、雨竜が侵入した時点で後々「見えざる帝国」のような集団が現れることを予見し、元柳斎に杞憂と断じられたとはいえ進言していた。
その反面、生体研究の一環により、内服薬（補肉剤）および外科手術による失われた肉体の再生・補助や解毒など、鬼道を必要としない医療技術を持ち、場所を選ばずに即時・即効性のある高位の治療が可能。その技術は自身の片腕の体組織配置を即座に組み変える程で、治療行為が可能な隊長格は四番隊の卯ノ花烈と彼しか確認されておらず、戦闘時では希少な存在。ただし、彼の言動には治療ではなく改造の気が見え隠れするため、現世の面々はもとより、同僚の隊長格にいたるまでその方法は大いに遠慮されている。その卯ノ花とはあえて毛嫌いするという面はないが、笑顔で皮肉を言い合い腹黒さを垣間見る仲である。斬魄刀の研究にも大変熱心で、自らの斬魄刀に改造を施したり、研究のために全隊士の卍解を全て把握している。
他者との仲はあまり良好ではなく、特に更木剣八とは行動を共にする機会が多いが終始険悪になる場面が多い。過去篇では自身を名前で呼ぶことで平子真子を嫌っている節があり、猿柿ひよ里とも蛆虫の巣での一言や技術開発局での立ち振舞いを理由に揉め事を起こしている。朽木白哉とは互いに皮肉を言い合いながらも本心を隠して会話する場面が何度かある。また、アニメのバウント篇では京楽春水と何度か対立する場面があったが、以降のオリジナルストーリーでは、京楽から彼にフォローしたり（中立の立場から）擁護する発言をされることも多く、千年血戦篇では京楽から「彼なら大概のことは丸一日あればすぐに解析して結論を出す」と評価されている。とはいえ、解明した案件の報告や説明についての対応は相手の立場を問わず普通に行っている。
瀞霊廷通信内では実験レポートを掲載するコーナー「脳にキく薬」を連載しており、読者からファンレターが送られるほど支持されている。
自らの研究の夢として被造死神を造る計画、被造魂魄計画眠（ネムリ）の研究結果として、義骸技術と義魂技術を駆使した人造人間・涅ネムがおり、作中に登場しているネムは七號である。誕生において自分自身の遺伝子情報（血液）を提供しており、誕生方法がどうであれ「私の娘」と呼んでおり、自らの右腕として副隊長をさせている（最終話での阿散井夫妻や死神の力を失った後の一心を除けば、作中の全隊長格で唯一の子持ちということになる）。ネムを捨て駒として扱う描写があるが、これは自身の最高傑作であるネムの耐久力に対する自信からくるものであり、第三者からの視点や表現方法の問題はさておき、彼なりの愛情表現を見せている。ネムの能力を上回る範囲で彼女に危害が及んだ場合は、治療（修理）も行う。眠計画には第三席の阿近も関わっており、この四號を生む過程で人体の脳髄を造る技術が生まれ、五號を生む過程で出た技術を用いて斬魄刀を改造し、卍解を習得して隊長の座に就いたことが千年血戦篇にて阿近の口から語られている。
目的のためには自隊の隊士すら平気で捨て駒として利用したり、自身に旅禍の情報を教えようとしない一角を独断で処刑しようとしたりといった残虐で非倫理的な行動が目立ったが、破面篇以降、マユリは異常な冷血漢というよりは、非常に掴みにくいキャラクターではあるが、その実は隊長格に相応しい傑出した才覚と使命感を併せ持つ存在として再描写された。千年血戦篇においてもこの一面が強く描写されており、他隊の隊士などからインモラルであると見なされる彼の行動や戦術も、靜霊廷を護るという使命を貫徹するための彼にとって最善の選択であるという主旨が語られている。

## 経歴

### 過去
110年前は、瀞霊廷によって危険分子と看做された護廷十三隊隊士を留置する施設・蛆虫の巣で唯一檻に閉じ込められていた思想犯であった。だが技術開発局創設を目指す当時の十二番隊隊長の浦原喜助に科学者としての実力を買われ、十二番隊第三席兼技術開発局の副局長に就任した。藍染の陰謀により浦原が追放処分、副隊長兼技術開発室長のひよ里も同時に解任されたことに伴い、繰り上がる形で隊長・局長職へ就任。

### 尸魂界篇
隊首会議で、一護らと対峙しながら仕留め損ねた市丸の責任を追及した。瀞霊廷侵入後、死神に変装していた石田と織姫を襲撃する。織姫の能力に興味を示し捕らえようとするが、石田に阻まれ対峙、疋殺地蔵の能力で追い詰める。しかしネムを捨て駒として扱ったことや、前述の目的・方法で宗弦を捕えていたこと、およびその末路を教えたことで彼の怒りを買い、卍解まで使用して応戦するも胴体部に即死してもおかしくないほどの大穴を開けられて倒され、自身の肉体を液体化させて戦闘から脱出する。藍染惣右介の裏切りが判明した時点で体は治っていたが、興味がないとして追うことはなかった。

### 破面篇
青く染めた髪を伸ばし左右に広げ、剣八・白哉・卯ノ花と共に浦原が作り出した黒腔（ガルガンタ）を通過し虚圏（ウェコムンド）へ侵攻。恋次と石田の救援に駆けつけ、ザエルアポロと交戦、一度は敵の能力に屈したふりをしていたが、石田に感染させていた監視用の菌を通じて事前に万全の対策を仕込んでおり、無傷であった。そのまま卍解で圧勝するが、ネムを苗床にザエルアポロが復活、金色疋殺地蔵を操られたため卍解を解除し、戦いは振り出しに戻ったかに見えた。しかし復活の際ネムの体内を通ったザエルアポロには超人薬が投与されており、戦闘不能に陥った彼をマユリが討ち戦いは終わる。
その後、（雨竜によれば誌面や地上波で描写できない方法で）復活したネムに瓦礫の下を掘らせ、目当てのザエルアポロの研究材料保管庫を見つけ出し、恋次と石田を治療する。通ってきた全ての黒腔が封鎖され虚圏に幽閉されるが、ザエルアポロの持つ資料に基づいて黒腔の解析に成功し、一護と卯ノ花を黒腔を通して現世に送り出す。その際、一護に浦原の弟子であることや似た面があることを指摘され、怒りを露わにしつつも彼に興味を示す。このことから浦原に対し非常に強いライバル心を窺い知ることができるが、それ以上の因縁は現時点では描かれていない。この際発した言葉は辛辣ではあるものの死地へ赴く一護の未来があることを前提としたものであることを、白哉から指摘される。
当篇の戦いが終結した後は、虚圏で行われた戦闘データの収集と研究のため虚圏に通い詰めている。
また、ザエルアポロの研究材料保管庫からルピ、ドルドーニ、チルッチの遺体を、偽空座町からクールホーンの遺体を、それぞれ技術開発局の局長室に収集していたことが千年血戦篇で明らかになっている。

### 死神代行消失篇
小説『BLEACH Spirits Are Forever With You』では、技術開発局を襲撃したシエンと断界で遭遇し、すぐにシエンの正体に気付いてそれを告げた。さらにピカロの能力も、正確に推測していた。一護が山本総隊長の下に訪問した際、隊長たちが集まったがマユリは出席せず、原作では出番はなかった。アニメでは、最終回のエンドロールに登場して発明の最中だった。

### 千年血戦篇
外見が黒塗りに白い縦線という化粧にツタンカーメンのマスクを思わせる金色の巨大なフード状の頭飾りという、より目立つものとなっている。何者かが虚を大量に消滅させたことで尸魂界と現世の魂魄のバランスが深刻なレベルまで崩れた時には、魂魄矯正のために無断で流魂街の住民二万六千を消去すると共に、原因が滅却師の仕業であることを突き止める。隊首会後の元柳斎との会話で、千年前に死神と滅却師が戦った詳細を知っていたらしく、ユーハバッハを完全に倒しきれず、石田が旅禍として攻め込んできた時も忠告を聞かなかった元柳斎にこの度の騒動の非があるのではと言及していた。「見えざる帝国」が尸魂界を襲撃すると自らも出撃するが、交戦の有無および相手不明。敵が卍解に対処する方法があることをマユリが事前に隊首会議で忠告していたにもかかわらず、4名の隊長が卍解を奪われたという報告を受け、彼らの愚鈍さを罵倒した。
「見えざる帝国」が一時撤兵した後、一護にハッシュヴァルトに両断された卍解『天鎖斬月』の修復が不可能なこととその理由を伝える。戦況立て直しのため零番隊が瀞霊廷を訪れた際は、修多羅千手丸と嫌味を言い交わすなど何らかの因縁がある様子を見せた。一護たちが霊王宮へ向かった後は、ネムと共に局長室に籠って発明と吉良の治療に当たっていた。
二回目の侵攻の際は、「見えざる帝国」が瀞霊廷の影の中に潜んでいたこと、影から自由に出入りできることを看破。局長室を影ができないよう改装し、ネムと共に影ができない光り輝く装束（爆発反応装甲）を着て、技術開発局に現れたアスキン・ナックルヴァールと対峙するが、ナックルヴァール自身がマユリを「面倒な相手」と認識して警戒したため撤退しようとし、マユリも分析する時間が欲しいことから追わなかったために交戦はしなかった。
ナックルヴァール撤退後は虚園から帰還した浦原と合流し、研究室から戦況を見守っていたが、ジゼル・ジュエルの能力に興味を示し、ネムと共に出陣。霊子のはたらきを一定時間停止させる霊子固定装置を駆使してゾンビ化したバンビエッタの爆撃を無効化する。さらに、ザエルアポロの保管庫から押収した遺体と技術から作製した破面4体のゾンビ（ルピ、ドルドーニ、チルッチ、クールホーン）を動員し、ジゼルとゾンビ合戦を展開する。ジゼルが日番谷冬獅郎のゾンビを召喚すると、交戦しながら破面達の体液に仕込んでいた"過去を見通す力"を与える薬物と疋殺地蔵の能力を用いてこれを戦闘不能にし、続けて現れた六車、鳳橋、松本ら3人の隊長格のゾンビに対しても同様に対処する。そしてジゼルの能力の仕組みを看破した上で、戦闘不能にした隊長格のゾンビに対し、血液組成を組み換える薬剤を投与しマユリの意思に従うように改変し、ジゼルを撃破した。その後、ペペの能力で檜佐木を操られ追い詰められていた白哉の元に「涅骸部隊」の性能調査としてゾンビ化した拳西、鳳橋を連れて現れ、白哉の危機を救い卍解を使うまでもなく勝利した。
ジゼルやペペとの交戦後からしばらくした後、霊王宮への門を創るために隊長・副隊長に対する浦原からの召集要請にも、白哉に自身と拳西、鳳橋の所在の伝達を任せ、自身はネムと共に日番谷と乱菊を「肉体保護瓶」で治療を試みていたためすぐに合流しなかったが、浮竹が「神掛」を発動した際に合流。霊圧の増幅器を用意し、霊王宮への門の製作に貢献した。ただし、この時は拳西や鳳橋を連れていない。その後に、霊王宮を撃ち落そうとした藍染の霊圧放射を拘束具を調整し完全に防いだ。門完成後は自らの研究成果を活かすため、総隊長の京楽以下十三隊本隊が霊王宮に行ったあと一度門を閉めてもう一度開け直し、トイレに行っていた剣八一行や花太郎と共に独立行動をとる。進んだ先でユーハバッハの親衛隊の一人であるペルニダ・パルンカジャスと遭遇し、マユリの制止にも耳を貸さずに特攻を仕掛け、その能力の餌食となった剣八に麻痺性能を強化した『疋殺地蔵』で救出し、自らが交戦。ペルニダの能力を見抜くと共に、その正体が「霊王の左腕」と知ると未知の研究対象に狂喜する。しかし止め処なく進化を続けるペルニダに改造卍解すらも退けられ、ネムの加勢により窮地を救われた後はそのままネムの戦いを見守る。だが倒されたと思われたペルニダの反撃を喰らいネムは爆発四散。それを目の当たりにしたマユリは茫然自失となり、かつて「完璧を嫌悪する」と語りながらネムに完璧を夢見ていたことを、ザエルアポロの幻影に嘲笑われる。すぐさまそれを受け入れザエルアポロの幻影を振り払うと、ネムの残骸を貪るペルニダから大脳を回収、過剰成長によりペルニダを自爆させ勝利を収める。自爆直前のペルニダが繰り出した最後の攻撃で両足を負傷し、一角と弓親に抱えられゾンビ化解除が完了した日番谷と入れ替わる形で肉体保護瓶の中に入り、ネムの大脳を抱きながら一時の眠りについた。
その後、人造死神「眠八號」を産み出したのだが、物静かだった「眠七號」と違いかなり元気に出来てしまった事を若干悩んでいる。

### BLEACH Can't Fear Your Own World
新たな研究対象に完現術者に目を付け、生け捕りにした星十字騎士団を動員して、流魂街に滞在している銀城達の確保に乗り出す。銀城が護廷隊の死神を殺めている大義名分があるとはいえ、些か強行すぎると技術開発局の職員からも疑問を持たれていたが、まだ幼い眠八號を副官に置けず、傍らにネムが居ない寂しさを埋めるために研究心が苛烈になっていると推察されている。物語の推移に伴って、京楽たち混成部隊を叫谷への通路を分身体を使って送り込んだ後、綱彌代家の屋敷に侵入して霊王作成に関する資料を閲覧した後で、綱彌代時灘が未熟な暗殺者一族の少女に殺害されるという最期を見届けた。
これらの戦闘の中で、自らの研究者的興味とは別に、「瀞霊廷を護る」という護廷十三隊隊士としての責務を度々語る描写があるが、これらがマユリの本心であるのか、もしくは自らの非人道的な戦略を正当化するための建前であるのかは判断しづらい。六車や鳳橋を自身のゾンビとしたことで、「弄ぶような真似」と白哉からは批判されている。

## 戦闘方法

### 斬魄刀
斬魄刀の名は『疋殺地蔵（あしそぎじぞう）』。刀の鞘は破面篇までは普通であったが、千年血戦篇以降は手術痕のある臓物のような鞘になっている。
アニメ『斬魄刀異聞篇』で実体化した疋殺地蔵の詳細はBLEACH 斬魄刀異聞篇#実体化した斬魄刀を参照

#### 始解
と共にうねった三本の刀身を持ち、その根元に赤子のような顔が浮かんだ形状に変化する。斬りつけた相手の脳から出る信号のうち「四肢を動かせ」という命令のみを検出して遮断し、四肢の動きを封じるという能力を持ち、日番谷や剣八のような強者にも有効である。これは麻痺とは異なるため、痛みはまったくない。また斬られた傷を治癒させても、四肢の動きを封じる効果は消えない。その能力を利用して敵に操られた味方の四肢を止めるという使い方もできる。千年血戦篇ではセンサーを埋め込む改造が加えられ、自身の周囲2尺以内に侵入した刃に対して常時60度以上の角度をつけて自動的に接触するように設定されているため、修業を積んできた日番谷の攻撃でも防ぐことができる。
解号は「掻き毟れ『疋殺地蔵』（かきむしれ『～』）」。

#### 卍解
【卍解】の名は『金色疋殺地蔵（こんじきあしそぎじぞう）』。
能力解放と共に、鞘からイモ虫のような身体に赤子のような頭を持つ巨大な生物を召喚する。
能力は、周囲100間（約182メートル）にマユリ自身の血から生成された致死毒を撒き散らすというもの。マユリの血から生成されるため、この毒はマユリ本人とマユリと同じ血を持つネムには効かない。また、毒の配合は相手に抗体を作らせないために毎回変えている。胸部からは無数の刃を生やして攻撃することが可能なほか、単純に巨大なためそのまま質量攻撃も可能。また実際に生物的な存在でもあるのか、敵を喰うことすらできる。
その反面で敵に操られるような場面も想定されるため、万が一に所持者のマユリ自身を襲うことがあれば自動的に消滅する仕組みに「改造」されている。これは卍解時の破損対策も兼ねているため、卍解時に破損しても何とかできる数少ない斬魄刀である（千年血戦篇でも、「卍解なしで戦えるのは私ぐらいだネ」と豪語している）。石田との対決時に一度完全に破壊されたが、以降も問題なく使っている。
この卍解は、他の卍解と違ってネムの前身となる歴代の眠号の研究を重ねた結果生み出したものであるということが阿近の口から後に語られた。
ペルニダ戦では新たに改造卍解『金色疋殺地蔵・魔胎伏印症体（こんじきあしそぎじぞう・またいふくいんしょうたい）』を披露。こちらを発動する場合、斬魄刀の鍔の部分にあたる突起物を掌で握り潰す。刀身が膨張し異形の生物へと変化するのは従来通りだが、浅黒い肌をした臨月の腹部に帝王切開の痕と「伏」の文字が刻まれた妊婦姿をしている。マユリが交戦して得た情報を送り込むことで、その情報を元にカスタマイズされた『金色疋殺地蔵』（声 - 折笠富美子）を産み出す。ペルニダ戦では黒い両目に体の各部が筋張った姿をしている体表に七万の神経の層を持つ個体となり、ペルニダの神経攻撃を事実上無力化して捕食することに成功する。ペルニダの再生・増殖する性質を加味して歯を生やさず、体内の消化液のみで倒す目論見であったが、体内からペルニダの「神聖滅矢」を撃たれて破壊されてしまった。この際、皮一枚とはいえペルニダに神経を接続されたことで、その情報を吸い上げられ能力を模倣されてしまっている。

#### 技
「虫喰玉（むしくいだま）」
バレーボール程度の霊弾を飛ばし爆発させ、球状の被害を与える技。
「贋膚（にせはだ）」
周囲と同じ色や質感の皮膚を作り、景色の一部として溶け込み身を隠す技。
「肉爆弾（にくばくだん）」
正確には技ではなく、他の死神の体内に遠隔操作型の爆弾を仕込んでおき、任意でスイッチを押してその死神ごと爆発させる。
「蛇腹腕（じゃばらかいな）」
腕にワイヤーのようなものを仕込んでおき、それを解放してロケットパンチの要領で腕を伸ばし、標的を捕える技。一度使用すると戻せなくなるのが欠点で、その都度切り離さなければならない。最終章では改良され、伸縮が自在となった。
「肉飛沫（にくしぶき）」
斬魄刀で斬った対象を液体にし、自ら攻撃できなくなる代わりに相手からの攻撃を受けなくなる能力。性格上（あるいは性能上）、他人には使用したシーンが無く自身の逃走に用いている。これを自分に使用すると1週間（キャラブックでは3日）元に戻れない。マユリはこれを使用し、石田との戦闘に敗れながらも逃げ切った（ただし、水などの液体に触れると混ざってしまう）。この能力は始解時でなくても使用できる。
「疋殺地蔵・恐度四（あしそぎじぞう・きょうどよん）」
『疋殺地蔵』の左目を指で押し潰し、その泣き叫ぶ声を四秒聴いた者を全身麻酔により麻痺させる。マユリ本人やネムを除く、周囲に複数いる人物にも有効な反面、単純に耳を塞げば逃れることが可能。音という性質故に耳や聴覚といった器官がない者には無効化される場合があり、体構造が根本的に異なるペルニダには効いた様子はなかった。
「飛廉脚（ひれんきゃく）」
滅却師の空中歩法。マユリ自身は滅却師ではないが、研究を行っていた関係で解析し、靴に仕込まれたスイッチを入れて再現している。

## アニメの経歴

### バウント篇
八番隊隊長の京楽春水と衝突するシーンも何度か見られた。また、バウント達を研究しようとし、ネムを介して石田に装身具を与え、バウントを尸魂界へ向かわせるよう仕向けたが、それがバウント達にとって手の内であることを知り激昂する。バウント侵入時には一之瀬を探していたものの、研究材料にするため、バウントの沢渡と対峙する。しかし、左手を二度もバウラに喰われ怒りが頂点に達し、本来の目的を忘れて金色疋殺地蔵で毒殺した。

#### 斬魄刀異聞篇
実体化した斬魄刀達が暴れ始め、白哉が裏切り、剣八が乱入した抗争の際に自身の疋殺地蔵に仕込みを入れていた爆弾で自ら破裂させ、袖白雪など他者に折られた刀の復活や斬魄刀達の洗脳の解除の活動を始め、無事に皆の斬魄刀を和解させることに成功する功績を見せた。

#### 死神図鑑ゴールデン
技術開発局に来ていた女性死神協会のおやつ（焼き芋）を食べてしまったり、ネムが現世に赴いている際、代わりに女性死神協会の議会に出席しようとしたが七緒の剣幕に押され追い出されたり、バウント・沢渡との戦闘後に一護・チャドに会い、何らかの装置に入れてもらうために背負ってもらおうとしたが戦闘後の状態を気味悪がられ、どちらが背負うかでジャンケンを始めてしまった一護とチャドにツッコミを入れたりと、ギャグパートも描かれ本編とは違う一面が見られる。